# Пейдж, Джерри
Дже́рри Лу́ис Пейдж (англ. Jerry Louis Page; 15 января 1961, Колумбус) — американский боксёр полусредней весовой категории, выступал за сборную США в первой половине 1980-х годов. Чемпион летних Олимпийских игр в Лос-Анджелесе, серебряный призёр Панамериканских игр, победитель и призёр многих международных турниров. В период 1985—1990 боксировал на профессиональном уровне, но без особых достижений.

## Биография
Джерри Пейдж родился 15 января 1961 года в городе Колумбус, штат Огайо. Активно заниматься боксом начал в возрасте семи лет в местном рекреационном центе. Первого серьезного успеха на ринге добился в 1982 году, когда в первом полусреднем весе выиграл серебряную медаль на взрослом первенстве США — с этого момента стал попадать в основной состав национальной команды и ездить на крупные международные соревнования. Год спустя в матчевой встрече со сборной СССР победил сильного советского боксёра Василия Шишова, кроме того, побывал на Панамериканских играх в Каракасе, откуда привёз медаль серебряного достоинства. Благодаря череде удачных выступлений удостоился права защищать честь страны на домашних летних Олимпийских играх 1984 года, где сенсационно победил всех своих соперников и завоевал золотую медаль.
Получив олимпийское золото и обретя мировую известность, Пейдж решил попробовать себя среди профессионалов. Первый профессиональный бой состоялся в июле 1985 года — победа техническим нокаутом в первом же раунде над соотечественником Джеймсом Возаром. Тем не менее, карьера в новом амплуа складывалась не очень удачно, матчи проходили сравнительно редко и далеко не с самыми сильными соперниками, а в мае 1988 года Джерри Пейдж потерпел первое поражение — единогласным решением судей от Терренса Элли. После этого поражения его результаты резко пошли на спад, он проиграл ещё несколько матчей (в том числе будущему чемпиону мира Фрэнки Рэндаллу) и в конце 1990 года принял решение покинуть бокс. Всего за свою профессиональную карьеру провёл 15 боёв, 11 раз победил (5 досрочно), 4 раза проиграл. Ныне работает тренером по боксу и общефизической подготовке, включён в зал славы Колумбуса.